# Бречкевич, Митрофан Васильевич
Митрофан Васильевич Бречкевич (4 июня 1870, с. Бакоты, Российская империя — 26 августа 1963, Киев, УССР, СССР) — украинский историк-славист. Заслуженный деятель науки УССР (1948).

## Биография
Родился в селе Бакоты (ныне село Кременецкого района Тернопольской области). В 1901 году окончил историко-филологический факультет Юрьевского (ныне — Тартуского) университета. Работал преподавателем: 1906—1911 годах — приват-доцент Юрьевского университета, 1913—1922 годах — профессор Казанского университета, 1923—1931 годы — профессор Днепропетровского института народного образования, с 1938 года — профессор Киевского педагогического института, 1944—1950 годах — профессор Киевского университета (с 1946 года — заведующий кафедрой истории средних веков). Работы посвящены истории полабско-прибалтийских славян.
Умер в городе Киев.

## Сочинения
- Святополк — князь Поморский. В кн.: Сборник учёно-литературного общества при Юрьевском университете, т. 5. Юрьев, 1902; Первые поморские монастыри. Юрьев, 1905; Введение в социальную историю княжества Славии, или Западного Поморья. Юрьев, 1911; Национальный вопрос в славянских землях. Казань, 1917.